# 藤原嫄子
藤原 嫄子（ふじわら の げんし（もとこ）、長和5年7月19日（1016年8月24日） - 長暦3年8月28日（1039年9月19日））は、平安時代中期、後朱雀天皇中宮。関白藤原頼通の養女。実父は一品式部卿敦康親王、母は具平親王の次女。後朱雀天皇の中宮。嫄子女王とも。

## 生涯
長和5年（1016年）誕生。母が関白藤原頼通の正室隆姫女王の妹であった縁で、子供のない頼通夫妻の養女となる。寛仁2年（1018年）、父・敦康親王が薨去。同4年11月26日著袴。
長元9年（1036年）、後朱雀天皇の女御代となる。同10年（1037年）1月7日入内、女御の宣旨を受け正四位下に叙される。同年3月1日、中宮に冊立。天皇の寵愛を受け、祐子内親王・禖子内親王の二皇女をもうけるが、皇子出生を見る事なく、禖子内親王の出産9日後に産褥死した。享年24。
『太神宮諸雑事記』によると、中宮は御産の十日後、沐浴しているうちに雷電が鳴り大雨が激しく降り、そのまま御湯殿において頓滅したという。逝去当時、源氏でありながら藤原氏の養女として立后した事で、藤原氏の氏神である春日社の神の怒りを買った為に亡くなったのだという噂が流れた。なお嫄子を擁立したことで先に中宮となっていた禎子内親王は皇后に押しやられ、頼通との関係が悪化したとされる。